# Shamshad Begum
Shamshad Begum (hindi: शमशाद बेगम, माजिक कार्यकर्ता) – indyjska pracownik socjalna, zaangażowana przede wszystkim na rzecz edukacji zacofanych społeczności Chhattisgarh. Została uhonorowana przez rząd Indii w 2012 czwartą najwyższą indyjską nagrodą cywilną – Orderem Padma Shri.
Pochodzi z dystryktu Balod (dawniej dystrykt Durga) w indyjskim stanie Chhattisgarh. Jako przywódczyni małej społeczności wiejskiej działającej w rejonie Gunderdehi, miała okazję związać się z National Literacy Mission Programme (narodowym programem przeciwdziałania analfabetyzmowi), co utorowało jej drogę wejścia w obszar służb społecznych. Według deklaracji w ciągu sześciu miesięcy od rozpoczęcia działań misji w Gunderdehi (1995) Begum i jej współpracownicy byli w stanie wykształcić 12.269 kobiet z ogólnej liczby 18.265 niepiśmiennych kobiet zamieszkujących ten obszar.
Begum kontynuowała swoją pracę nawet po zakończeniu działań w tej kampanii. Podjęła wówczas inne zadania społeczne, takie jak walka z nielegalnymi naruszeniami praw do ziemi i zamykanie sklepów monopolowych. Begum udało się stworzyć 1041 grup samopomocy w okręgu Balod. Grupy te, przy niewielkich oszczędnościach, zgromadziły środki, z których potrzebujący członkowie mogą korzystać, jak z pożyczek na wypadek trudnych sytuacji. Oszacowano, że łączne oszczędności tych grup przekroczyły 2 miliony USD. Od tego czasu grupy założyły ośrodki wytwórcze w takich branżach, jak produkcja mydła, czy kół do pojazdów.
Shamsad Begum jest związana z Sahyogi Jankalyan Samiti – grupą pomocy społecznej, która angażuje się w działalność edukacyjną i opiekuńczą na rzecz kobiet i dzieci. Była również związana z Narodowym Bankiem ds. Rolnictwa i Rozwoju Obszarów Wiejskich (NABARD) w zakresie szkolenia kobiet w obszarze umiejętności przywódczych i zwiększania świadomości w zakresie dyskryminacji ze względu na płeć, jak również zapobiegania małżeństwom dzieci i molestowaniu seksualnemu.